# Felsőfegyvernek
Felsőfegyvernek (szlovákul Horný Fedvernek)  Kétfegyvernek településrésze, korábban önálló falu Szlovákiában, a Nyitrai kerület Lévai járásában.
2001-ben Kétfegyvernek 514 lakosából 348 szlovák és 165 magyar volt.

## Fekvése
Lévától 15 km-re, délkeletre fekszik.

## Története
Területén már az újkőkorban is laktak emberek, de a magyarádi kultúra népének maradványait is megtalálták itt.
A települést 1303-ban említik először. Neve arra utal, hogy első lakói fegyverhordozók lehettek. Felsőfegyverneket 1650-ben királyi adományként a Szulyovszky család őse, Theodosius Sirmiensis kapta. További birtokosai a Majthényi, a Nyári, a Plachy és a Tersztyánszky családok voltak.
Vályi András szerint "Felső Fegyvernek, Fesernik. Elegyes magyar, és tót falu Hont Vármegyében, földes Ura Hodosy Uraság, lakosai katolikusok, fekszik Lévától egy, és 3/4. mértföldnyire, határja gazdag, legelője elég, fája mind a’ kétféle, szőlő hegye középszerű, első Osztálybéli."
Fényes Elek szerint "Fegyvernek, (Felső), magyar falu, Honth vmegyében, 126 kath., 80 evang., 49 ref. lak. F. u. többen. Ut. posta Zeliz 1 1/2 óra."
1910-ben 407, túlnyomórészt magyar lakosa volt. A trianoni békeszerződésig Hont vármegye Vámosmikolai járásához tartozott. Alsó- és Felsőfegyverneket 1944-ben egyesítették.

## Külső hivatkozások
- Hivatalos oldal
- Községinfó
- Kétfegyvernek Szlovákia térképén
- Alapinformációk